# Rhyacophila yigrongpa
Rhyacophila yigrongpa är en nattsländeart som beskrevs av Schmid 1970. Rhyacophila yigrongpa ingår i släktet Rhyacophila och familjen rovnattsländor. Inga underarter finns listade i Catalogue of Life.